# Гор, Артур Сондерс, 2-й граф Арран
Артур Сондерс Гор, 2-й граф Арран (англ. Arthur Saunders Gore, 2nd Earl of Arran; 25 июля 1734 — 8 октября 1809) — ирландский пэр и политик. Он был известен как Достопочтенный Артур Гор с 1758 по 1762 год и виконт Садли с 1762 по 1773 год.

## Ранняя жизнь
Родился 25 июля 1734 года. Старший сын Артура Гора, 1-го графа Аррана (1703—1773), и Джейн Сондерс (1704—1747).
После смерти деда его отец стал 3-м баронетом Гором из Ньютауна.
После того, как его отец был возведен в звание пэра Ирландии как барон Сондерс из Дипса в графстве Уэксфорд и виконт Садли из замка Гор в графстве Мейо в 1758 году, он стал Достопочтенным Артуром Гором . Когда его отец стал графом Арраном в 1762 году, он принял для себя титул учтивости — виконт Садли.

## Карьера
Артур Сондерс Гор заседал в Ирландской палате общин от графства Донегол (1759—1761, 1768—1774) и графства Уэксфорд (1761—1768).
17 апреля 1773 года после смерти своего отца Артур Сондерс Гор унаследовал титулы 2-го графа Аррана с островов Арран в графстве Голуэй (Пэрство Ирландии), 2-го виконта Садли из замка Гор в графстве Мейо (Пэрство Ирландии), 2-го барона Сондерса из Дипса в графстве Уэксфорд (Пэрство Ирландии) и 4-го баронета Гора из Ньютаунгора в графстве Мейо, став членом Ирландской палаты лордов.
Он также занимал должности главного шерифа графства Уэксфорд в 1757 году и главного шерифа графства Мейо в 1765 году.
Член Тайного совета Ирландии с 1771 года и один из первых шестнадцати рыцарей Ордена Святого Патрика в 1783 году. Он занимал должность хранителя рукописей (Custos Rotulorum) графства Мейо в 1773—1786 годах.

## Личная жизнь
Лорд Арран был трижды женат. 14 июля 1760 года он женился первым браком на достопочтенной Кэтрин Аннесли (1739 — 23 ноября 1770), единственной дочери 1-го виконта Глераули и леди Энн Бересфорд (старшая дочь 1-го графа Тирона). У них было шестеро детей:
- Леди Элизабет Араминта Гор, вышедшая замуж за Генри Монка[4].
- Леди Джейн Гор (? — 1831), вышедшая замуж за Дадли Лофтуса из Киллиона[4].
- Артур Сондерс Гор, 3-й граф Арран (20 июля 1761 — 20 января 1837), который женился на Мэри Тиррелл, гувернантке принцессы Шарлотты Уэльской, старшей дочери сэра Джона Тиррелла, 5-го баронета[4].
- Леди Энн Джейн Гор (апрель 1763 — 8 мая 1827), вышедшая замуж за Генри Хаттона из Грейт-Клонарда в 1783 году. После его смерти она вышла замуж в 1800 году за 1-го маркиза Аберкорна[4].
- Леди Кэтрин Шарлотта Гор (сентябрь 1766 — 23 февраля 1852), вышедшая замуж за своего кузена, 6-го барона Карбери[4][6].
- Полковник Достопочтенный Уильям Джон Гор (16 ноября 1767 — 15 января 1836), шталмейстер лорда-лейтенанта Ирландии, который женился на Кэролайн Хейлз, младшей дочери сэра Томаса Хейлза, 4-го баронета[4].

В 1771 году он повторно женился на Энн Найт (? — до октября 1779), дочери преподобного Болейн Найта из Отли. Дети от второго брака:
- Леди Мария Луиза Гор (? — 6 марта 1827), в 1800 году она вышла замуж за Джеймса Нокса-Гора из Бродлендс-Парка[4].
- Преподобный Достопочтенный Джордж Гор (февраль 1774 — 27 августа 1844), в 1820 году женившийся на Энн Берроуз, дочери Роберта Берроуза из Страдоне. После ее смерти в 1819 году он женился на Софии Рибтон, дочери сэра Джорджа Рибтона, 2-го баронета. После её смерти в 1821 году он женился вторым браком в 1823 году на Марии Исаак, вдове Томаса Банбери Исаака из Голливуд-хауса[4].
- Леди Элеонора Гор (1779 — 25 марта 1812), в 1801 году она вышла замуж за достопочтенного Фредерика Кавендиша, четвертый сын Достопочтенного сэра Генри Кавендиша, 2-го баронета[4].

В феврале 1781 года он женился в третий и последний раз на Элизабет Андервуд (? — 5 июня 1829), дочери Ричарда Андервуда и Кристианы (урожденной Гулд) Андервуд (дочери Калеба Гулда из Дублина). Дети от третьего брака:
- Достопочтенный Сондерс Гор (1783—1813), умерший неженатым[4].
- Достопочтенный Джон Гор (ок.  1784—1814), умерший неженатым[4].
- Леди Сесилия Андервуд (ок. 1785 — 1 августа 1873), которая вышла замуж в качестве своей второй жены за сэра Джорджа Баггина из Грейт-Камберленд-Плейс в Лондоне в 1815 году. После его смерти в 1825 году она вышла замуж в нарушение Закона о королевских браках 1772 года, за принца Августа Фредерика, герцога Сассекского, шестого сына короля Георга III, в 1831 году[4] . Она стала герцогиней Инвернессской.
- Леди Изабелла Гор (ок. 1786 — 30 ноября 1838), которая в 1816 году вышла замуж за преподобного достопочтенного Чарльза Дугласа, брата 17-го графа Мортона и второй сын достопочтенного Джона Дугласа (младший сын 14-го графа Мортона) и леди Фрэнсис Ласселлес (старшая дочь 1-го графа Хэрвуда)[4][7].
- Генерал Достопочтенный Сэр Чарльз Стивен Гор (26 декабря 1793 — 4 сентября 1869), вице-губернатор больницы Челси, который женился на Саре Рэйчел Фрейзер, дочери Джеймса Фрейзера из Новой Шотландии, в 1824 году. Их дочь, Элиза Амелия Гор, вышла замуж за Уильяма, 19-го графа Эрролла[4] .
- Капитан Достопочтенный Эдвард Гор (1797 — 10 января 1879), в 1822 году он женился на Мэри Энн Дуглас[4][8].
- Леди Джулия Гор (ок. 1800 — 21 августа 1891), вышедшая замуж за Роберта Мэннерса Локвуда в 1821 году[4][9].

Лорд Арран скончался в октябре 1809 года в возрасте 75 лет, и его титулы унаследовал его старший сын Артур. Его вдова, вдовствующая графиня Арран, умерла в 1829 году.